# Submarino U-293
El submarino alemán U-293 fue un submarino tipo VIIC/41 de la Kriegsmarine de la Alemania nazi durante la Segunda Guerra Mundial. Fue puesto en quilla el 17 de noviembre de 1942 por la Bremer Vulkan Werft (astillero) en Bremen-Vegesack como astillero número 58, botado el 30 de julio de 1943 y comisionado el 8 de septiembre con el Kapitänleutnant Leonhard Klingspor al mando. En seis patrullas, dañó un buque de guerra. Se rindió en Loch Eriboll en Escocia el 11 de mayo de 1945 y fue hundido como parte de la Operación Deadlight el 13 de diciembre de 1945.

## Diseño

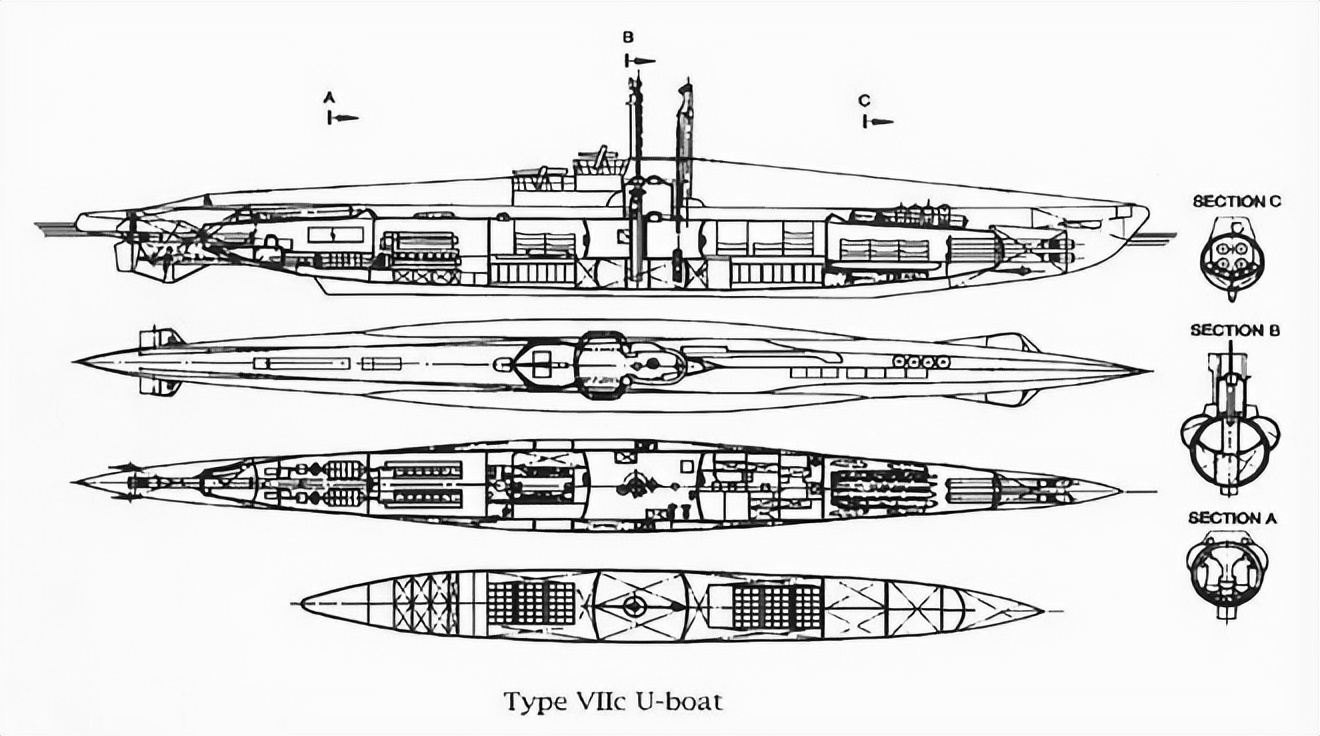
Una sección transversal de un submarino Tipo VIIC

Los submarinos alemanes Tipo VIIC/41 fueron precedidos por los submarinos más cortos Tipo VIIB . El U-293 tenía un desplazamiento de 759 toneladas (747 toneladas largas) cuando estaba en la superficie y 860 toneladas (850 toneladas largas) mientras estaba sumergido. Tenía una longitud total de 67,10 m (220 pies 2 pulgadas), una longitud de casco de presión de 50,50 m (165 pies 8 pulgadas), una manga de 6,20 m (20 pies 4 pulgadas), una altura de 9,60 m ( 31 pies 6 pulgadas) y un calado de 4,74 m (15 pies 7 pulgadas). El submarino estaba propulsado por dos motores diésel sobrealimentados Germaniawerft F46 de cuatro tiempos y seis cilindros. produciendo un total de 2800 a 3200 caballos de fuerza métricos (2060 a 2350 kW; 2760 a 3160 shp) para uso en superficie, dos motores eléctricos AEG GU 460/8–27 de doble acción que producen un total de 750 caballos de fuerza métricos (550 kW; 740 shp) para usar mientras está sumergido. Tenía dos ejes y dos hélices de 1,23 m (4 pies ). El barco era capaz de operar a profundidades de hasta 230 metros (750 pies).
El submarino tenía una velocidad máxima en superficie de 17,7 nudos (32,8 km/h; 20,4 mph) y una velocidad máxima sumergida de 7,6 nudos (14,1 km/h; 8,7 mph).  Cuando estaba sumergido, el barco podía operar durante 80 millas náuticas (150 km; 92 mi) a 4 nudos (7,4 km/h; 4,6 mph); cuando salió a la superficie, podría viajar 8500 millas náuticas (15 700 km; 9800 mi) a 10 nudos (19 km/h; 12 mph). El U-293 estaba equipado con cinco tubos de torpedos de 53,3 cm (21 pulgadas) (cuatro instalados en la proa y uno en la popa), catorce torpedos , un cañón naval SK C / 35 de 8,8 cm (3,46 pulgadas y 220 rondas), un cañón antiaéreo Flak M42 de 3,7 cm (1,5 pulgadas) y dos cañones antiaéreos C / 30 de 2 cm (0,79 pulgadas). La nave contaba con una capacidad de entre cuarenta y cuatro y sesenta tripulantes.

## Historial de servicio

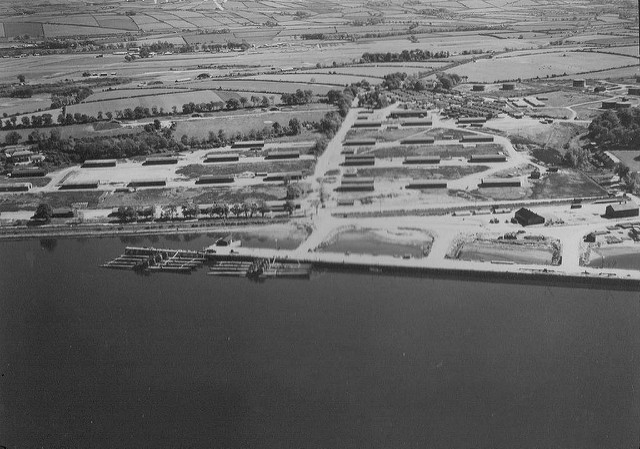
Puerto durante la 2 guerra mundial

El U- 293 fue ordenada su construcción por la Kriegsmarine el 14 de octubre de 1941. Fue depositada poco más de un año después en Bremer Vulkan, Bremen-Vegesack, el 17 de noviembre de 1942. El U -293 fue lanzado desde Bremen-Vegesack el 30 de julio de 1943. Fue comisionada formalmente más tarde ese año, el 8 de septiembre de 1943. Como todos los submarinos Tipo VIIC/41, el U -293 llevaba cinco 533 mm (21 plg) tubos de torpedos (4 ubicados en la proa, 1 en la popa) y tenía un cañón de cubierta C35 de 88 mm/L45 con 220 cartuchos de munición. También podía llevar 14 torpedos G7e o 26 minas TMA y tenía una tripulación de 44 a 52 hombres. 

### Primera patrulla
Después de su entrenamiento con la octava flotilla de submarinos, el U-293 viajó a través de aguas controladas por los alemanes durante varios meses, y finalmente se estacionó en Trondheim, después de diferentes paradas en bases noruegas como Arendal, Bergen y Stavanger. Después de más de un año desde que fue comisionado formalmente en la Kriegsmarine, el U-293 comenzó su primera patrulla en tiempos de guerra bajo el mando de Oblt. Leonhard Klingspor el 16 de septiembre de 1944. Durante siete días, el U-293 viajó por el mar de Noruega hasta llegar al puerto de Narvik el 22 de septiembre de 1944. Durante este tiempo, el U-293 no avistó naves enemigas.

### Patrullas Segunda, Tercera y Cuarta
Nuevamente bajo el mando de Klingspor, el U-293 partió de Narvik el 25 de septiembre de 1944 y se aventuró hacia el Océano Ártico. Durante esta patrulla que duró 10 días, el U-293 nuevamente no pudo encontrar ninguna embarcación enemiga de ningún tipo. El 4 de octubre de 1944, el U-293 finalizó su segunda patrulla de guerra al llegar a la ciudad portuaria de Hammerfest, una de las bases de submarinos alemanes más extremas del norte de Noruega .
La tercera patrulla del U-293 resultó ser la más larga que el submarino hubiera realizado hasta ese momento. El 14 de octubre de 1944, después de pasar cuatro días en el puerto, el submarino partió de Hammerfest y se adentró en el mar de Barents frente a la costa norte de Rusia. Durante el período de 24 días, el submarino una vez más no pudo hacer contacto con ningún barco enemigo y una vez más regresó a Narvik el 6 de noviembre de 1944.
La cuarta patrulla del U-293 era muy parecida a la tercera. Durante 29 días en el mar, el submarino viajó a la costa norte de Rusia, no encontró ningún barco y una vez más regresó a Narvik el 19 de diciembre de 1944, habiendo partido el 21 de noviembre de 1944. Después de esta patrulla, el submarino quedó bajo el mando del Oblt. Erich Steinbrink.

### Quinta Patrulla
Con Steinbrink al mando, el U-293 partió de Narvik el 1 de enero de 1945. En lo que iba a ser la patrulla más larga realizada en los registros del U-293, el U-boot viajó una vez más al Ártico frente a la costa norte de Rusia. Fue aquí el 20 de enero de 1945 donde el U-293 anotó su primer y único impacto de la guerra. A las 10:55 hora local, el destructor soviético Razyaryonny escoltaba al convoy "KP-1" e intentaba dar caza al submarino junto con otro barco, el Razumny, cuando fue alcanzado por un torpedo lanzado desde el U-293. Razyaryonny que viajaba a 16 nudos cuando fue golpeado en la popa. Parte de la popa del Razyaryonny se perdió con la explosión. A pesar del ataque, su tripulación logró salvar el barco y luego fue remolcado por el dragaminas soviético T-117 al puerto de Liinahamari el 21 de enero de 1945. Tras este ataque, el U-293 regresó a Narvik el 15 de febrero de 1945, tras pasar 46 días en el mar.

## Historial de incursiones
| Fecha               | Nombre del barco | Nacionalidad     | Tonelaje | destino |
| ------------------- | ---------------- | ---------------- | -------- | ------- |
| 20 de enero de 1945 | Razyaryonny      | Armada Soviética | 1658     | Dañado  |